# USS LST-789
O USS LST-789 foi um navio de guerra norte-americano da classe LST que operou durante a Segunda Guerra Mundial.